# Laurens (Nueva York)
Laurens es un pueblo ubicado en el condado de Otsego en el estado estadounidense de Nueva York. En el año 2000 tenía una población de 2,402 habitantes y una densidad poblacional de 22 personas por km².

## Geografía
Laurens se encuentra ubicado en las coordenadas 42°31′53″N 75°5′17″O / 42.53139, -75.08806.

## Demografía
Según la Oficina del Censo en 2000 los ingresos medios por hogar en la localidad eran de $36,324 y los ingresos medios por familia eran $40,833. Los hombres tenían unos ingresos medios de $30,144 frente a los $23,235 para las mujeres. La renta per cápita para la localidad era de $16,985. Alrededor del 11.9% de la población estaban por debajo del umbral de pobreza.